# 刘松山
劉松山（1833年—1870年），字壽卿，湖南湘鄉人。清末湘軍將領。
鄉勇出身。初隨王錱鎮壓郴州、株洲等地天地會起事。後從曾國藩對太平軍作戰，屢建奇功，官至廣東陸路提督。攻陷天京后後，升總兵。
「有一天太平軍夜襲，(湘軍)諸營皆潰，只有劉松山在月下列隊迎敵，太平軍不敢相逼；其餘潰散各營，月夜看不真切，以為太平軍攔截，掉頭要逃，及至劉松山打出旗號，大家才知道大營未失……(曾國藩)從此以國士相待。」
...
...
「…從軍以前，在家鄉就已定下親事，聘而未娶，在軍中十幾年，只因招兵，回過一次家鄉；直到西捻既平，方在洛陽成婚，新郎新娘都三十多歲了。」
同治八年八月（1869年9月），随左宗棠镇压陕甘回民军，为北路从陕西绥德取道花马池（宁夏盐池），至吳忠堡，圍金積堡（寧夏吳忠西南），連下七座寨堡。
同治九年（1870年），回军盘踞在秦渠南的石家庄、马五、马七、马八各城寨负隅顽抗，刘松山先攻破了石家庄，然后督战马五寨，击败其援军，毁坏外卡，然后点火烧寨门。在将要攻克营寨时，刘松山左胸中炮弹坠马，诸位将领来查看，刘叱令他们整理队伍从速进攻，终致大破马五寨。刘松山伤势很重，对众将领说：「我受國恩未報，即死，毋遽歸我屍，當為厲鬼殺賊。」然后逝世，年仅三十八岁。
同治帝听闻后嘉许刘的智谋英勇，贈太子少保，加騎都尉兼一云騎尉，入祀京師昭忠祠并在立功地建專祠，諡忠壯。刘松山阵亡后，他兄长的儿子劉錦棠代領其军，其灵柩久久没有回乡以安定军心。次年攻复金积堡后，皇帝特地下诏赏赐一坛祀品。同治十二年，甘肃的回民叛乱全部平定，朝廷追加评定刘的功劳，给他加授一等轻车都尉世职，并将原来的世职合并为二等子爵。其嗣子刘鼒承袭爵位，官至山西按察使。

## 延伸阅读
[在维基数据编辑]
 《清史稿·卷409》，出自趙爾巽《清史稿》
 在维基共享资源阅览影像